# Luciano Pigozzi
Luciano Pigozzi, également connu sous le nom d'Alan Collins  (né à Novellara le 10 janvier 1927  et mort à Rome le 14 juin 2008), est un acteur italien. 

## Biographie
Luciano Pigozzi est né à Novellara, dans la  Province de Reggio d'Émilie, en Italie ; il est apparu dans plus d'une centaine de films entre 1954 et 1989, dont de nombreux thrillers italiens des années 1960 comme Le Cimetière des morts-vivants et Le Corps et le Fouet. 
Pigozzi a été remarqué pour sa ressemblance avec Peter Lorre et est apparu dans des films comme Plus venimeux que le cobra, Yor, le chasseur du futur et Six Femmes pour l'assassin, Libido et probablement son rôle le plus abouti dans Baron vampire.
Luciano Pigozzi est mort en 2008, à l'âge de 81 ans.

## Filmographie partielle
- 1954 : Scuola elementare, d'Alberto Lattuada
- 1955 : Le Toit (Il tetto), de Vittorio De Sica
- 1959 : Le Général Della Rovere (Il generale Della Rovere) de Roberto Rossellini
- 1960 : La ciociara, de Vittorio De Sica
- 1961 : Le Monstre aux filles (Lycanthropus), de Paolo Heusch
- 1962 : La Nonne de Monza (La monaca di Monza), de Carmine Gallone
- 1963 : Le Corps et le Fouet (La frusta e il corpo), de Mario Bava
- 1964 : Six Femmes pour l'assassin (Sei donne per l'assassino) de Mario Bava
- 1964 : Danse macabre (Danza macabra), d'Antonio Margheriti
- 1965 : Le Cimetière des morts-vivants (5 tombe per un medium), de Massimo Pupillo
- 1965 : Les espions meurent à Beyrouth (Le spie uccidono a Beirut) de Luciano Martino et Mino Loy
- 1965 : Libido, d'Ernesto Gastaldi et Vittorio Salerno
- 1965 : Berlin, opération Laser (Berlino: appuntamento per le spie), de Vittorio Sala
- 1967 : Devilman le diabolique (Devilman Story), de Paolo Bianchini : professeur Kewn
- 1968 : Le Sadique de la treizième heure (Nude... si muore), d'Antonio Margheriti
- 1968 : Avec Django, la mort est là (Joko - Invoca Dio… e muori), d'Antonio Margheriti.
- 1969 : Django ne prie pas (I vigliacchi non pregano) de Mario Siciliano
- 1969 : Sabata (Ehi amico... c'è Sabata. Hai chiuso!), de Gianfranco Parolini
- 1969 : Contronatura, d'Antonio Margheriti
- 1969 : Cinque figli di cane, d'Alfio Caltabiano
- 1970 : Sartana dans la vallée des vautours (Sartana nella valle degli avvoltoi), de Roberto Mauri
- 1970 : Rendez-vous avec le déshonneur (Appuntamento col disonore) d'Adriano Bolzoni
- 1970 : Le Voyou de Claude Lelouch.
- 1971 : Il diavolo a sette facce, de Osvaldo Civirani
- 1971 : Le Corsaire noir (Il corsaro nero), de Lorenzo Gicca Palli
- 1971 : Faut qu'ça gaze ! (I due della F. 1 alla corsa più pazza, pazza del mondo), de Osvaldo Civirani
- 1971 : Trastevere, de Fausto Tozzi
- 1972 : Baron vampire (Gli orrori del castello di Norimberga) de Mario Bava
- 1972 : Toutes les couleurs du vice (Tutti i colori del buio) de Sergio Martino.
- 1972 : Deux Cinglés à Amsterdam (it) (I due gattoni a nove code... e mezza ad Amsterdam), d'Osvaldo Civirani
- 1973 : Anastasia mio fratello, de Steno
- 1974 : Le Château de l'horreur (Terror! Il castello delle donne maledette) de  Robert Oliver
- 1974 : La Mort lente (La moglie giovane) de Giovanni D'Eramo
- 1974 : Les Derniers Jours de Mussolini (Mussolini ultimo atto), de Carlo Lizzani
- 1975 : Bracelets de sang (Il giustiziere sfida la città), d'Umberto Lenzi
- 1975 : Caresses italiennes (it) (La bolognese), d'Alfredo Rizzo
- 1976 : Sorbole... che romagnola (it), d'Alfredo Rizzo
- 1976 : Liebes Lager, de Lorenzo Gicca Palli
- 1976 : Brigade spéciale (Roma a mano armata), de Umberto Lenzi
- 1977 : Hôtel du plaisir pour SS (Casa privata per le SS), de Bruno Mattei
- 1977 : Le Cynique, l'Infâme et le Violent (Il cinico, l'infame, il violento), de Umberto Lenzi
- 1977 : Ritornano quelli della calibro 38, de Giuseppe Vari
- 1978 : Porci con la P.38, de Gianfranco Pagani
- 1980 : Les Évadées du camp d'amour (Femmine infernali) d'Edoardo Mulargia
- 1981 : Notturno con grida, de Ernesto Gastaldi et Vittorio Salerno
- 1983 : 2019 après la chute de New York (2019 - Dopo la caduta di New York), de Sergio Martino
- 1983 : Yor, le chasseur du futur (Il mondo di Yor), de Antonio Margheriti
- 1983 : Les Exterminateurs de l'an 3000 (Il giustiziere della strada), de Giuliano Carnimeo
- 1986 : Cobra Mission, de Fabrizio De Angelis
- 1987 : Bianco Apache, de Claudio Fragasso et Bruno Mattei
- 1988 : Zombi 3, de Lucio Fulci
- 1989 : Alien, la créature des abysses (Alien degli abissi), d'Antonio Margheriti